# Paulinskill Viaduct
Das Paulinskill Viaduct, auch Hainesburg Viaduct genannt nach der nächstgelegenen kleinen Ortschaft im Knowlton Township, Warren County, New Jersey, USA, ist das erste der großen Eisenbahnviadukte, das die Delaware, Lackawanna and Western Railroad im Rahmen des neuen Lackawanna Cut-Off in den Jahren 1908 bis 1910 bauen ließ.
Die Delaware, Lackawanna and Western Railroad war im Zuge der Erschließung der Anthrazitkohlevorkommen in den nordöstlichen Appalachen, u. a. im Lackawanna County, entstanden. Ihr Netz erstreckte sich von New York City bis Buffalo am Eriesee und Oswego am Ontariosee. Anfang des 20. Jahrhunderts ließ sie den Lackawanna Cut-Off bauen, eine Abkürzung mit möglichst geraden Strecken, geringen Steigungen und ohne höhengleiche Bahnübergänge, mit der die Geschwindigkeit der Züge erhöht, die Fahrzeiten verkürzt und die Gewinne der Gesellschaft gesteigert werden konnten. Diese Streckenführung erforderte neben langen Dämmen und Geländeeinschnitten auch große Viadukte, wie das Paulinskill Viaduct und das Delaware River Viaduct. Beim anschließenden Bau einer weiteren Abkürzung, dem Nicholson Cut-Off, entstand das noch größere Tunkhannock Viaduct. Diese drei Viadukte gehörten zu den ersten großen Stahlbetonbrücken und lösten sich untereinander als die jeweils größten Stahlbetonbrücken der Welt ab.
Das Paulinskill Viaduct überquert den Fluss Paulins Kill und eine kleine Straße in einem abgelegenen Waldgebiet etwa vier Kilometer oberhalb von seiner Mündung in den Delaware River. Das für den zweigleisigen Verkehr ausgelegte Bauwerk wurde vollständig aus Stahlbeton errichtet und ist insgesamt 340 m (1100 ft) lang. Seine acht Pfeiler mit Achsabständen von 42,7 m (140 ft) treten wie Pilaster aus der Reihe der sieben großen Rundbögen hervor und enden in kleinen Terrassen neben den Gleisen. Der Fahrbahnträger ist mit jeweils acht schlanken Bögen auf den großen Rundbögen aufgeständert. Die Gleise lagen in einer Höhe von 35 m (115 ft) über dem Flussbett.
Der Zugverkehr begann an Heiligabend 1911 und dauerte bis 1979, als das Nachfolgeunternehmen Conrail den Verkehr auf der Strecke einstellte. Conrail gab die Strecke 1982 vollständig auf und entfernte 1984 die Schienen. Der Zugang zu dem inzwischen verlassenen Bauwerk ist zwar untersagt und die Polizei versucht das Verbot durch periodische Verhaftungen durchzusetzen, aber die Inspektionsgänge auf den Bögen und die vielen Schächte und Kammern im Inneren des Bauwerks sind das Ziel zahlreicher Abenteurer. Alle erreichbaren Flächen sind mit Graffiti bedeckt.